# Відчайдушні чарівники
«Відчайдушні чарівники» — фільм 2000 року.

## Зміст
Макс — фокусник, якому не щастить. Коли він знайомиться з кишеньковим злодієм, то вирішує взяти його до себе виступати. Так само до них приєднується вчитель Макса і чарівна офіціантка, яка мріє про славу і пригоди. Вся компанія втікає у Лас-Вегас на краденому авто, стикається з різними перешкодами, але все одно прагне здійснити заповітні мрії.